# Kopalnia węgla brunatnego

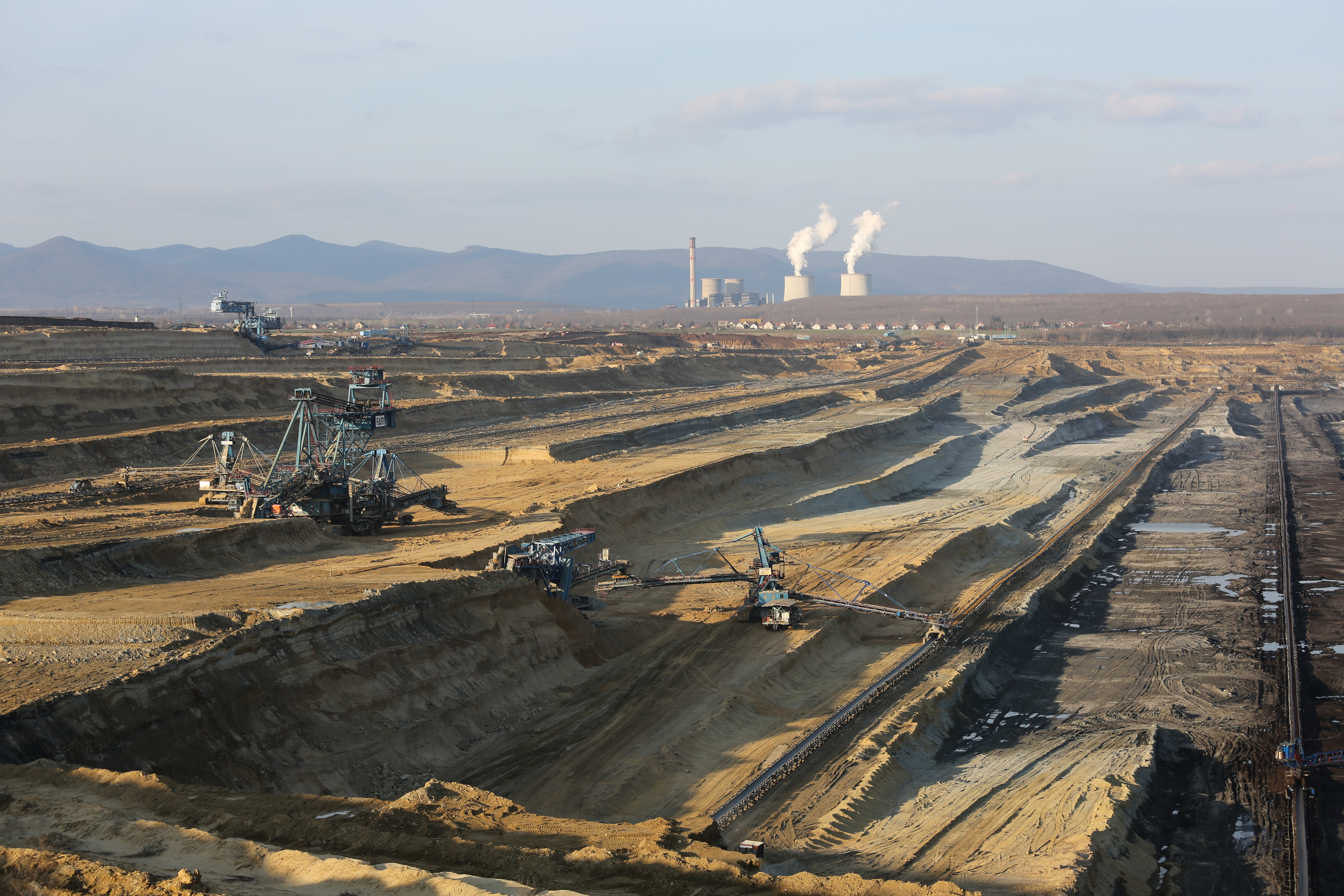
Odkrywkowa kopalnia węgla brunatnego na Węgrzech

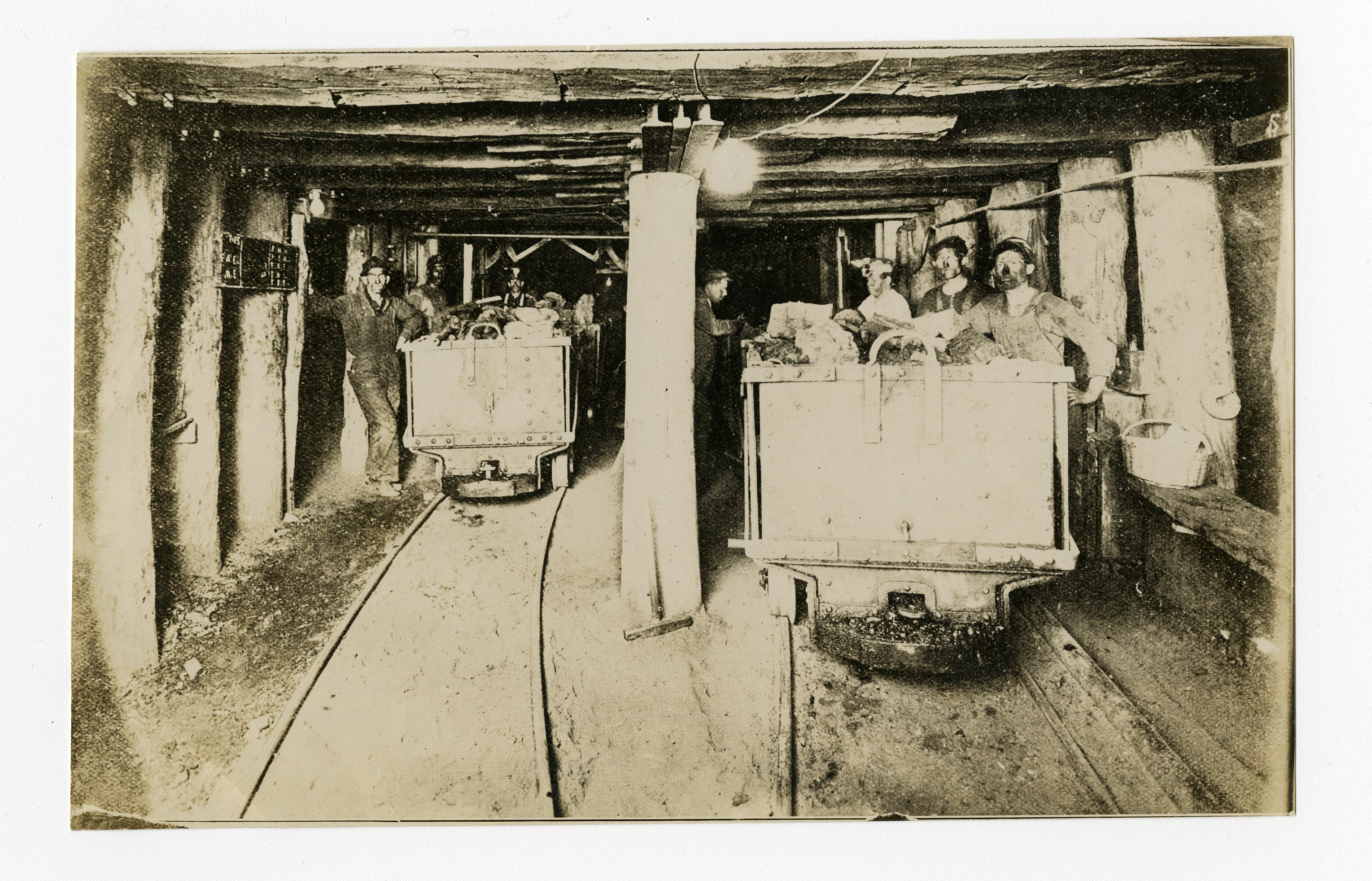
Wewnątrz podziemnej kopalni węgla brunatnego w USA

Kopalnia węgla brunatnego (KWB) – przedsiębiorstwo górnicze – przeważnie kopalnia odkrywkowa, zajmujące się wydobywaniem kopalin węgla brunatnego.
W kopalniach odkrywkowych do zdejmowania nadkładu zazwyczaj używa się zwałowarek taśmowych, a wydobycie prowadzi się głównie przy pomocy koparek wielonaczyniowych.
Roczne wydobycie światowe węgla brunatnego w 2012 roku wyniosło około 1 miliard ton. Główne ośrodki wydobycia to: Europa, Chiny, Australia i Rosja .

## W Polsce
W latach 1945–1990 branżą zarządzało Zjednoczenie Przemysłu Węgla Brunatnego, z siedzibą we Wrocławiu.
W 2012 roku Polska była drugim krajem w Europie pod względem wydobycia węgla brunatnego, 64,2 mln ton stanowiło 15% europejskiego wydobycia .
Obecnie w Polsce działa pięć kopalń węgla brunatnego:
- KWB „Adamów” (w stanie likwidacji)
- KWB „Bełchatów”
- KWB „Konin”
- KWB „Turów”
- KWB „Sieniawa”